# Otto Hönigschmid
Otto Hönigschmid, né le 13 mars 1878 à Hořovice et mort le 14 octobre 1945 à Munich, est un chimiste tchéco-autrichien. 
Hönigschmid a publié la première preuve expérimentale largement acceptée des isotopes avec Stefanie Horovitz,,. Tout au long de sa carrière, il a travaillé pour définir avec précision les poids atomiques de plus de 40 éléments et a siégé à des comités dans le but d'adopter des valeurs internationalement reconnues . 
Il se suicide en 1945 après la destruction de sa maison et de son laboratoire à Munich durant la Seconde Guerre mondiale,. 

## Biographie
Hönigschmid étudie la chimie organique à l'université Charles de Prague sous la direction de Guido Goldschmiedt (le découvreur de la structure de la papavérine). Il travaille aussi comme étudiant chercheur à Paris sous Henri Moissan de 1904 à 1906. Il est habilité en 1908 lors de la publication d'une thèse sur le carbure et le siliciure.
En 1909, il officie sous les ordres de Theodore William Richards à l'université Harvard pour déterminer le poids officiel du calcium,. Au cours de cette année, il apprend les méthodes qui ont valu le prix Nobel à Richards pour déterminer avec précision les poids atomiques. 
De 1911 à 1918, il est professeur et directeur du laboratoire de chimie inorganique et analytique de l'université polytechnique de Prague. Il est simultanément impliqué dans la recherche à l'Institut du radium de Vienne, en faisant des allers-retours entre les deux villes. Frederick Soddy et Kazimierz Fajans lui demandent de déterminer les poids atomiques précis du plomb provenant de sources radioactives à l'appui de leur loi de déplacement radioactif, qui n'avait pas encore été prouvée de manière crédible par des moyens expérimentaux. À la suggestion de Lise Meitner, il recrute Stefanie Horovitz en 1914 pour travailler dans son laboratoire de Vienne. Ils analysent le plomb à partir de pechblende riche en uranium et mesurent son poids atomique au millième de gramme,. Ensemble, ils publient leurs résultats montrant une différence de poids significative entre le plomb d'uranium (206,736 g/mol) et le plomb standard (207,190 g/mol), fournissant ainsi la première preuve faisant autorité de l'existence d'isotopes. En moins de deux ans, Hönigschmid et Horovitz ont démontré le deuxième cas connu d'isotopes en montrant que l'ionium, un élément récemment découvert, était en fait du thorium-230.
Il déménage en Allemagne en 1918 pour enseigner à l'université de Munich, où il fonde un laboratoire spécifiquement pour la recherche sur les poids atomiques. Avec ses collègues, ils travaillent jusqu'en 1941 pour définir avec précision les poids atomiques de plus de 40 éléments. Des contributions notables ont redéfini les valeurs de l'argent, du niobium, du tantale et du phosphore. [Contribuant aux travaux d'Ernest Rutherford et de Marie Curie, Hönigschmid prépare des étalons de radium à des fins de comparaison en 1912 et à nouveau en 1934. De plus, il est président de la commission allemande des poids atomiques de 1920 à 1930 et, en 1930, est devenu le représentant allemand au comité des poids atomiques de l'Union internationale de chimie. Ce travail contribue à l'adoption de poids atomiques définis avec précision dans la communauté scientifique internationale.
Une grande partie de son travail, sa maison et son laboratoire à Munich sont détruits pendant la Seconde Guerre mondiale. Confronté à des difficultés de santé et de logement, il se suicide aux côtés de sa femme en 1945. Les deux avaient séjourné chez la veuve de Hans Fischer, un ami et collègue qui s'était également suicidé quelques mois auparavant.

## Récompenses et distinctions
Il a remporté le prix Haitinger de l'Académie autrichienne des sciences en 1913, et la médaille Liebig en 1940. 